# Walrus (band)
Walrus was een muziekgroep  die in 1970 enkel een gelijknamig muziekalbum uitbracht.

## Band
Walrus krijgt een platencontract als Decca en haar subplatenlabel Deram in de gaten krijgen dat Amerikaanse muziekgroepen als Chicago en Blood, Sweat & Tears met hun combinatie jazz en pop succesvol zijn. Zelf tekent Deram in hetzelfde genre de Keef Hartly Band en probeert het ook met Walrus. De elpee en bijbehorende singles Who can I trust en Tomorrow never comes hebben geen succes en Deram laat de band vallen waarna de band snel stopte. Opmerkelijk is dat het bekendste lid van de band Ian Mosley pas toetrad, toen de band op haar eind liep en dus niet op de elpee meespeelt. In 1972 is het afgelopen en geen van de musici vond elders emplooi.

## Album

### Musici
- Noel Greenaway - zang
- John Scates – gitaar
- Steve Hawthorn – basgitaar
- Barry Parfitt – keyboards
- Bill Hoad – saxofoons, dwarsfluiten, klarinet
- Ron Voce – tenorsaxofoon
- Don Richards – trompet
- Nick Gabb – slagwerk behalve waar aangegeven
- Roger Harrison – slagwerk, percussie

### Composities
Alleen van Steve Hawthorn behalve waar aangegeven:
1. Who can I trust ? (Harrison op slagwerk)
2. Rags and old iron
  1. Rags and old iron (Ginger Johnson, Eric & Farnia- percussie)(compositie van Browne jr en Curtis)
  2. Blind man
  3. Roadside (Roger Harrison, Johnson – percussie)
3. Why
4. Turning
  1. Turning (celesta: Richards)
  2. Woman
  3. Turning
5. Sunshine needs me
6. Coloured rain
  1. Coloured rain (Harrison slagwerk) (compositie van Steve Winwood, Chris Wood en Jim Capaldi)
  2. Mother’s dead face in memoriam (Harrison slagwerk)(compositie van Walrus)
  3. Coloured rain II
7. Tomorrow never dies
8. Never let my body touch the ground

Never let my body met B-kant Why was een single die later werd uitgegeven en niet op het originele album voorkwam.